# Bay City, Texas
Bay City là một thành phố thuộc quận Matagorda, tiểu bang Texas, Hoa Kỳ. Năm 2010, dân số của xã này là 17614 người.

## Dân số
- Dân số năm 2000: 18667 người.
- Dân số năm 2010: 17614 người.